# Alecrim FC
Alecrim FC is een Braziliaanse voetbalclub uit de stad Natal in de staat Rio Grande do Norte. De club speelt in de schaduw van stadsrivalen América en ABC.

## Geschiedenis
De club werd opgericht in 1915. In de jaren twintig ging de club in het staatskampioenschap spelen. In 1925 werd de club voor het eerst kampioen. In 1972 en 1983 speelde de club in de Série B, maar werd telkens vroeg uitgeschakeld. In 1986 mocht de club, na het winnen van de zesde staatstitel, aantreden in de Série A, maar werd hier laatste in zijn groep. In 1988 en 1995 speelde de club nog in de Série C, maar ook nu kon de club geen potten breken. In 2009 promoveerde de club van de nieuw opgerichte Série D, naar de Série C, maar kon het behoud daar niet verzekeren. In 2017 degradeerde de club na 69 seizoenen uit de hoogste klasse.

## Erelijst
Campeonato Potiguar
1925, 1963, 1964, 1968, 1985, 1986